# ديف فيور
ديف فيور (بالإنجليزية: Dave Fiore)‏ هو لاعب كرة قدم أمريكية أمريكي، ولد في 10 أغسطس 1974 في والدويك في الولايات المتحدة.

## وصلات خارجية
- ديف فيور على موقع مرجع كرة القدم المحترفة.كوم (الإنجليزية)